# Sommerance
Sommerance est une commune française, située dans le département des Ardennes en région Grand Est.

## Géographie
| Saint-Juvin |            | Landres-et-Saint-Georges |
|             | Sommerance |                          |
| Fléville    |            | Exermont                 |

### Hydrographie
La commune est dans la région hydrographique « la Seine du confluent de l'Oise (inclus) à l'embouchure » au sein du bassin Seine-Normandie. Elle est drainée par le ruisseau des Aviaux et le Fossé 01 de la commune de Sommerance,.

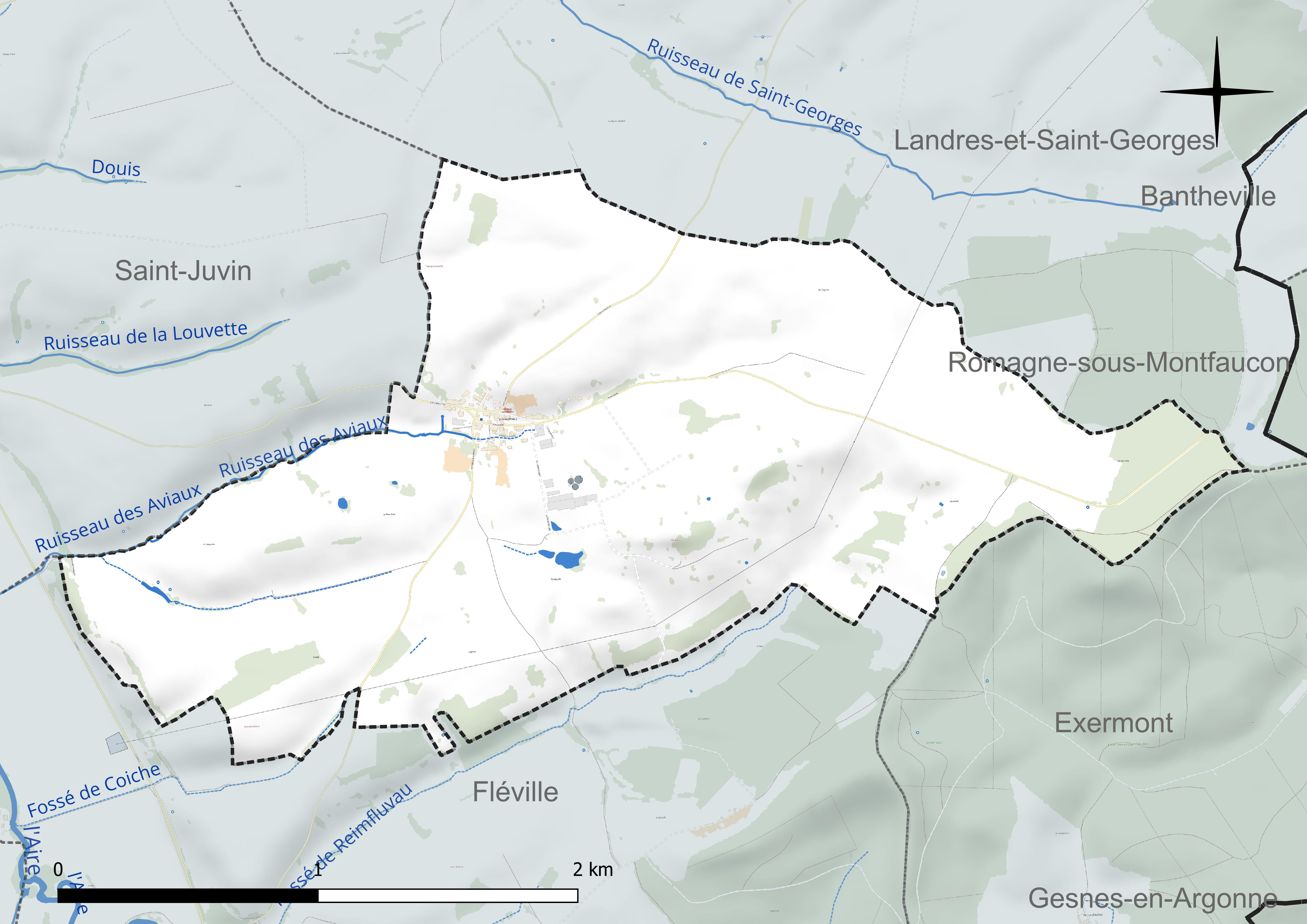
Réseau hydrographique de Sommerance.

### Climat
Pour des articles plus généraux, voir Climat du Grand Est et Climat des Ardennes.
En 2010, le climat de la commune est de type climat de montagne, selon une étude du Centre national de la recherche scientifique s'appuyant sur une série de données couvrant la période 1971-2000. En 2020, Météo-France publie une typologie des climats de la France métropolitaine dans laquelle la commune est exposée à un climat océanique altéré et est dans la région climatique  Lorraine, plateau de Langres, Morvan, caractérisée par un hiver rude (1,5 °C), des vents modérés et des brouillards fréquents en automne et hiver. 
Pour la période 1971-2000, la température annuelle moyenne est de 9,7 °C, avec une amplitude thermique annuelle de 15,8 °C. Le cumul annuel moyen de précipitations est de 914 mm, avec 13,4 jours de précipitations en janvier et 9,5 jours en juillet. Pour la période 1991-2020, la température moyenne annuelle observée sur la station météorologique de Météo-France la plus proche, « Buzancy_sapc », sur la commune de Buzancy à 11 km à vol d'oiseau, est de 10,9 °C et le cumul annuel moyen de précipitations est de 862,0 mm. 
La température maximale relevée sur cette station est de 40,7 °C, atteinte le 25 juillet 2019 ; la température minimale est de −15,8 °C, atteinte le 20 décembre 2009,,. 
Les paramètres climatiques de la commune ont été estimés pour le milieu du siècle (2041-2070) selon différents scénarios d'émission de gaz à effet de serre à partir des nouvelles projections climatiques de référence DRIAS-2020. Ils sont consultables sur un site dédié publié par Météo-France en novembre 2022.

## Urbanisme

### Typologie
Au 1er janvier 2024, Sommerance est catégorisée commune rurale à habitat très dispersé, selon la nouvelle grille communale de densité à 7 niveaux définie par l'Insee en 2022.
Elle est située hors unité urbaine et hors attraction des villes,.

### Occupation des sols
L'occupation des sols de la commune, telle qu'elle ressort de la base de données européenne d’occupation biophysique des sols Corine Land Cover (CLC), est marquée par l'importance des territoires agricoles (90,8 % en 2018), en diminution par rapport à 1990 (96 %). La répartition détaillée en 2018 est la suivante : 
prairies (61,2 %), terres arables (29,6 %), zones urbanisées (5,2 %), forêts (4 %). L'évolution de l’occupation des sols de la commune et de ses infrastructures peut être observée sur les différentes représentations cartographiques du territoire : la carte de Cassini (XVIIIe siècle), la carte d'état-major (1820-1866) et les cartes ou photos aériennes de l'IGN pour la période actuelle (1950 à aujourd'hui).

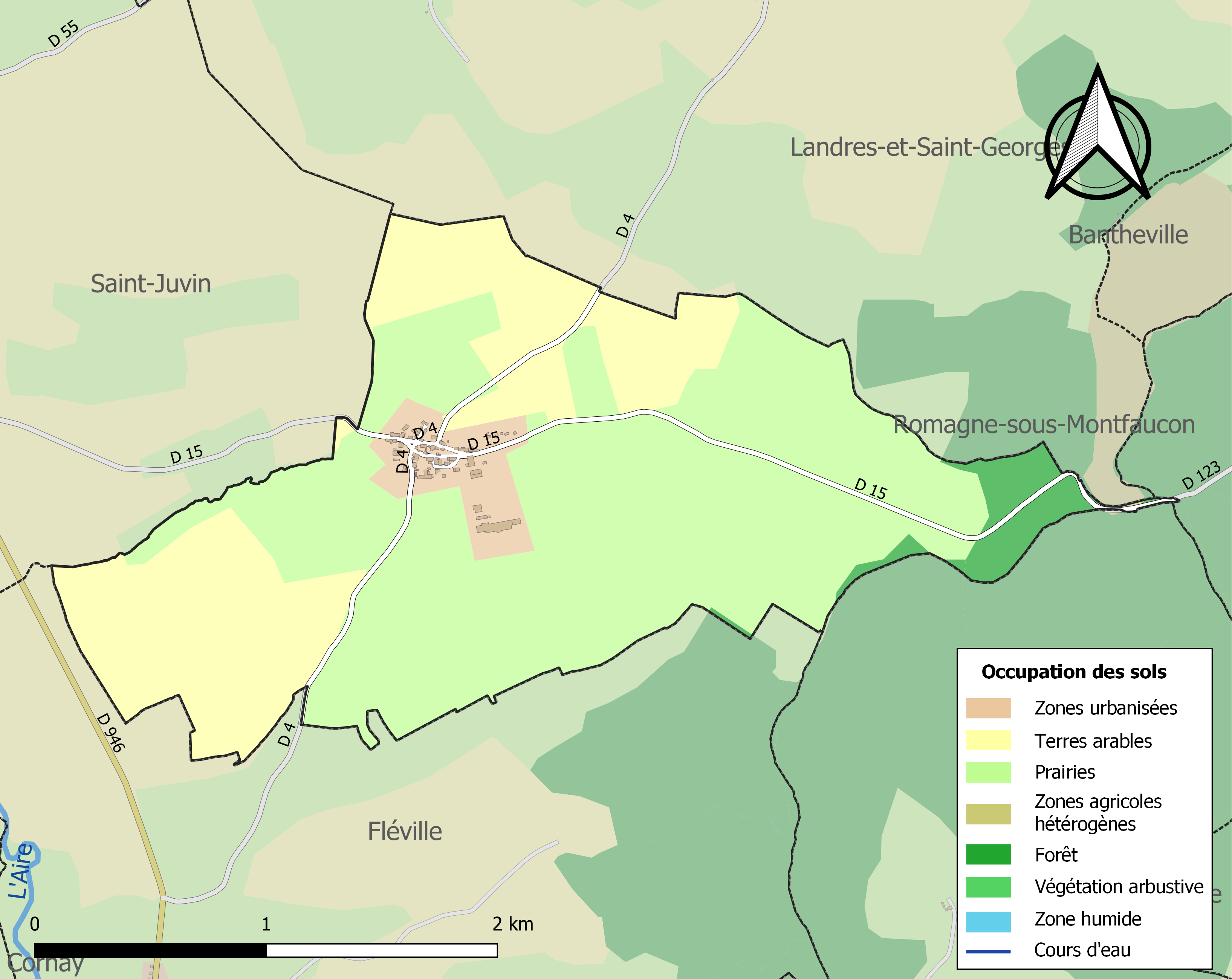
Carte des infrastructures et de l'occupation des sols de la commune en 2018 (CLC).

## Toponymie
Le nom de la localité est attesté sous les formes Capellania de Sommerance avant 1312. 
Issu du latin summus, désignant une « source » et le nom d'une rivière, pour Sommerance, de l'oïl somme (source), « le plus haut point comme équivalant à la « source » de la Rance ». « Somme » est suivi du nom du cours d’eau qui naît dans le village, se dirige vers l’ouest, et se jette dans l’Aire, affluent rive droite de l’Aisne.

## Politique et administration
| Période                                  | Période                   | Identité                                       | Étiquette | Qualité     |
| ---------------------------------------- | ------------------------- | ---------------------------------------------- | --------- | ----------- |
| Les données manquantes sont à compléter. |                           |                                                |           |             |
| mars 2001                                | 2014                      | Gisèle Pierson                                 |           |             |
| mars 2014                                | En cours (au 26 mai 2020) | Florent Pierson Réélu pour le mandat 2020-2026 |           | Agriculteur |

## Démographie
En 2022 , la commune de Sommerance comptait 48 habitants. À partir du XXIe siècle, les recensements réels des communes de moins de 10 000 habitants ont lieu tous les cinq ans. Les autres chiffres sont des estimations.
| 1793 | 1800 | 1806 | 1821 | 1831 | 1836 | 1841 | 1846 | 1851 |
| ---- | ---- | ---- | ---- | ---- | ---- | ---- | ---- | ---- |
| 238  | 216  | 290  | 264  | 293  | 298  | 293  | 303  | 287  |

| 1866 | 1872 | 1876 | 1881 | 1886 | 1891 | 1896 | 1901 | 1906 |
| ---- | ---- | ---- | ---- | ---- | ---- | ---- | ---- | ---- |
| 310  | 251  | 247  | 233  | 201  | 196  | 181  | 181  | 148  |

| 1911 | 1921 | 1926 | 1931 | 1936 | 1946 | 1954 | 1962 | 1968 |
| ---- | ---- | ---- | ---- | ---- | ---- | ---- | ---- | ---- |
| 166  | 96   | 101  | 111  | 115  | 103  | 91   | 92   | 78   |

| 1975 | 1982 | 1990 | 1999 | 2005 | 2006 | 2010 | 2015 | 2020 |
| ---- | ---- | ---- | ---- | ---- | ---- | ---- | ---- | ---- |
| 56   | 58   | 65   | 52   | 49   | 48   | 45   | 39   | 46   |

| 2022 | - | - | - | - | - | - | - | - |
| ---- | - | - | - | - | - | - | - | - |
| 48   | - | - | - | - | - | - | - | - |

## Culture locale et patrimoine

### Lieux et monuments
- Église Saint-Jean-Baptiste de Sommerance.

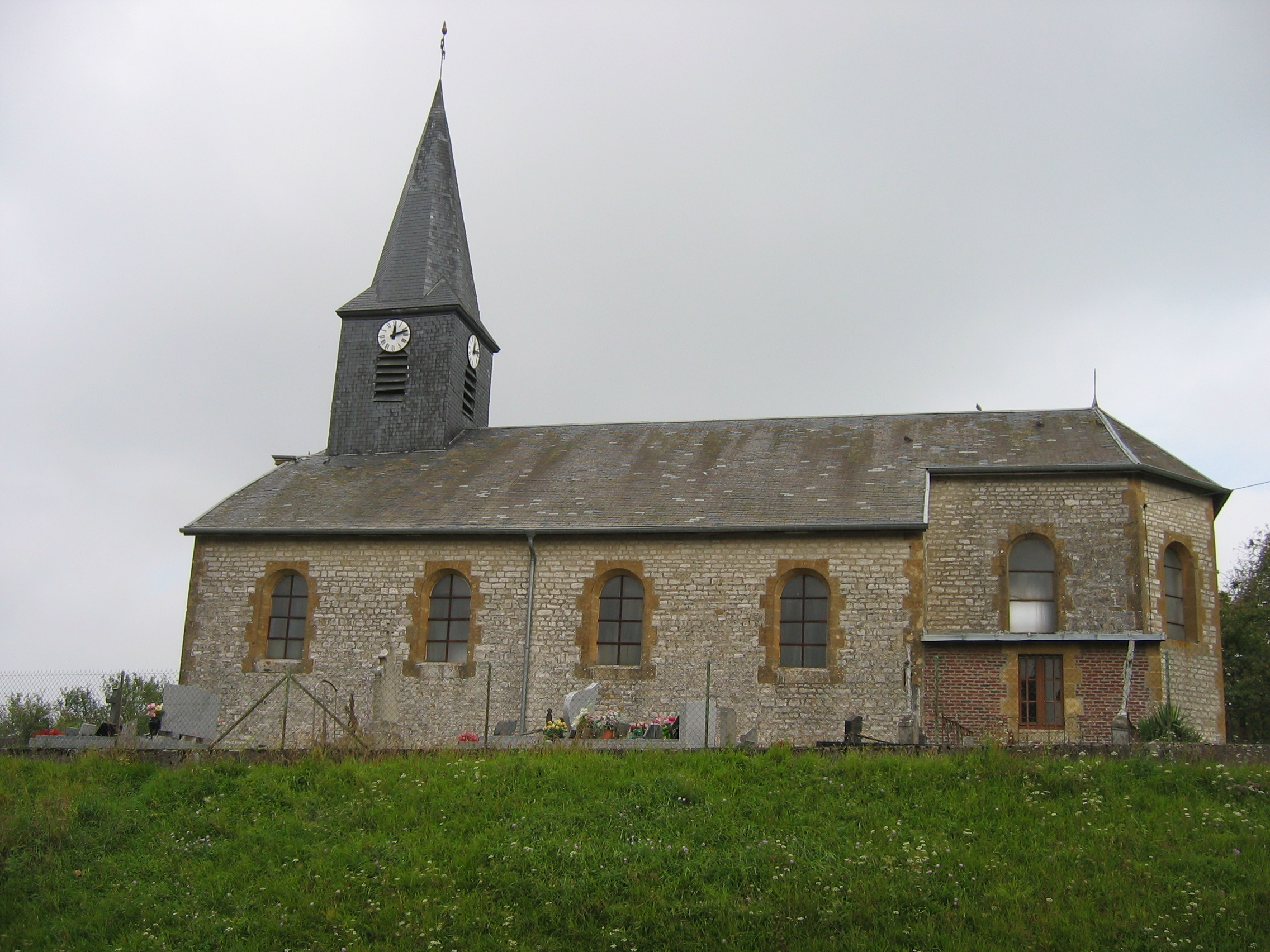
Église.
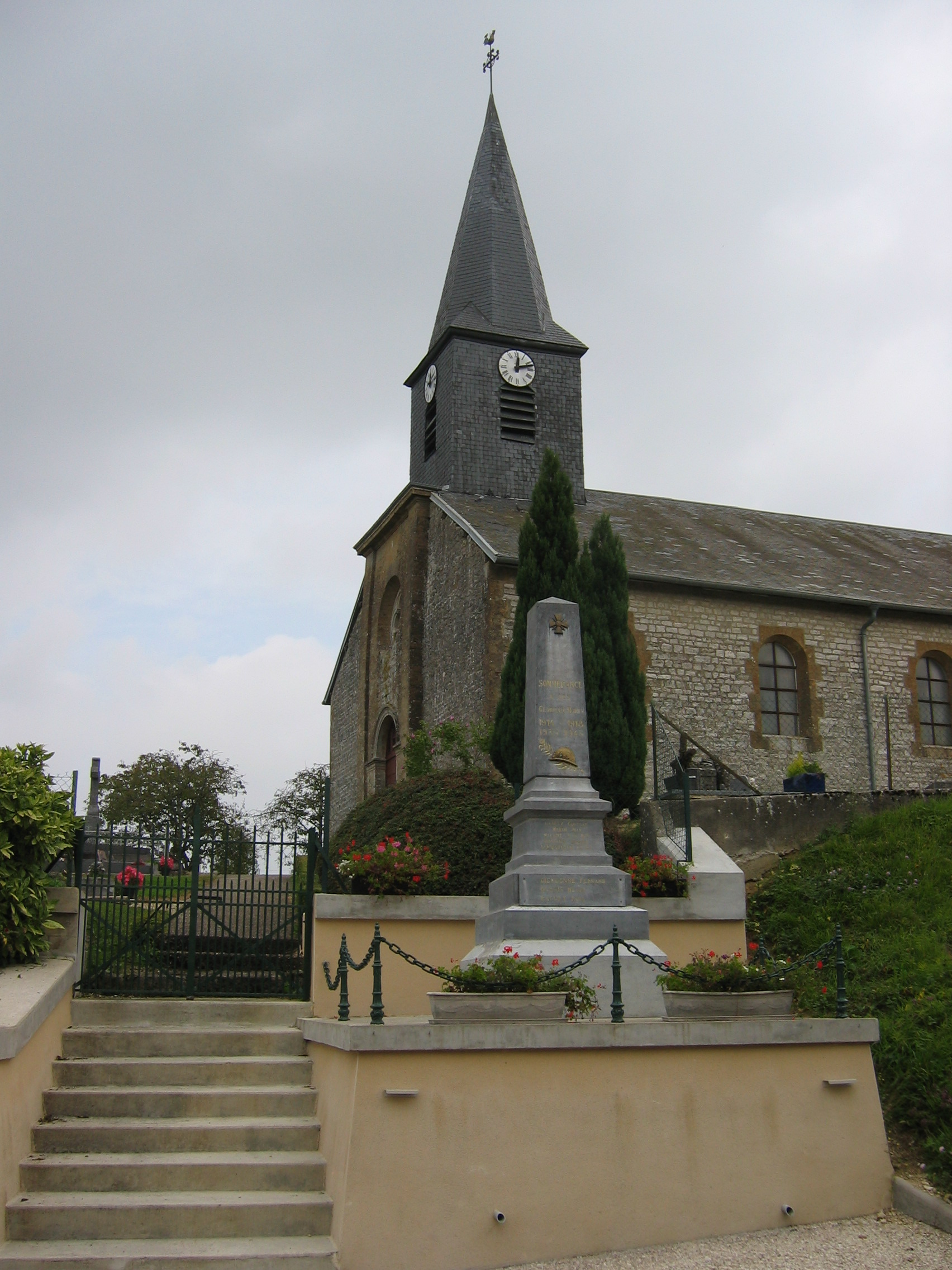
Monument aux morts.

### Sommerance dans la littérature
Sommerance est citée dans le poème d’Aragon, Le Conscrit des cent villages, écrit comme acte de Résistance intellectuelle de manière clandestine au printemps 1943, pendant la Seconde Guerre mondiale.

### Héraldique
| Blason de Sommerance | Blason  | D'or au lion de sable accosté de deux merlettes affrontées de gueules, au chef du même chargé de trois étoiles d'argent. |
| Blason de Sommerance | Détails | Le statut officiel du blason reste à déterminer.                                                                         |